# Coronatae
Las medusas coronadas o medusas corona (Corontae) son un orden de cnidarios de la clase Scyphozoa, formado básicamente por medusas.

## Familias
El orden Coronatae incluye siete familias:
- Familia Atollidae Hickson, 1906
- Familia Atorellidae Vanhöffen, 1902
- Familia Coronatae incertae sedis
- Familia Linuchidae Haeckel, 1880
- Familia Nausithoidae Haeckel, 1880
- Familia Paraphyllinidae Maas, 1903
- Familia Periphyllidae Haeckel, 1880